# La amenaza de Andrómeda (miniserie)
La amenaza de Andrómeda (en inglés, The Andrómeda Strain) es una miniserie de ciencia ficción de 2008, basada en la novela homónima de Michael Crichton publicada en 1969, sobre un grupo de científicos que investigan una enfermedad mortal de origen extraterrestre.
Su estreno en el Reino Unido se produjo el 11 de mayo de 2008, mientras que en Estados Unidos se estrenó el primer episodio el 26 de mayo y el segundo el día 27.
La coletilla de la serie es: "Es un mal día para ser humano" (It's a bad day to be human).
Es un remake de una película de 1971 dirigida por Robert Wise, y protagonizada por Arthur Hill (en el papel del Dr. Jeremy Stone), David Wayne (Dr. Charles Dutton), Kate Reid (Dra. Ruth Leavitt) y James Olson (Dr. Mark Hall) la cual tuvo dos nominaciones al Oscar (mejor montaje y mejor dirección artística) y otra nominación al Globo de Oro a la mejor banda sonora.

## Reparto
| Personaje               | Intérptete     |
| ----------------------- | -------------- |
| Dr. Jeremy Stone        | Benjamin Bratt |
| General George Mancheck | Andre Braugher |
| Dr. Charlene Barton     | Viola Davis    |
| Alcalde Bill Keane      | Ricky Schroder |
| Dr. Tsi Chou            | Daniel Dae Kim |
| Jack Nash               | Eric McCormack |
| Dra. Angela Noyce       | Christa Miller |
| Presidente Scott        | Ted Whittall   |